# Steenkruidkers
Steenkruidkers (Lepidium ruderale) is een een- of tweejarig plantje met een hoogte van 10 tot 35 cm, en een onaangename geur. Het behoort tot de kruisbloemenfamilie. 
Het vormt een rozet van blaadjes die los van elkaar staan op lange steeltjes. In het midden van de rozet vormt zich een rechte, vertakte stengel met spatelvormige blaadjes en langwerpige trosjes groenige bloemen zonder kroonblad. Het plantje bloeit van de lente tot de herfst. Steenkruidkers heeft gevleugelde hartvormige vruchtjes met veel zaadjes.
De soort komt in heel Europa voor, maar heeft een voorliefde voor kuststreken. Zij is vaak te vinden op braakliggend terrein en in bermen.

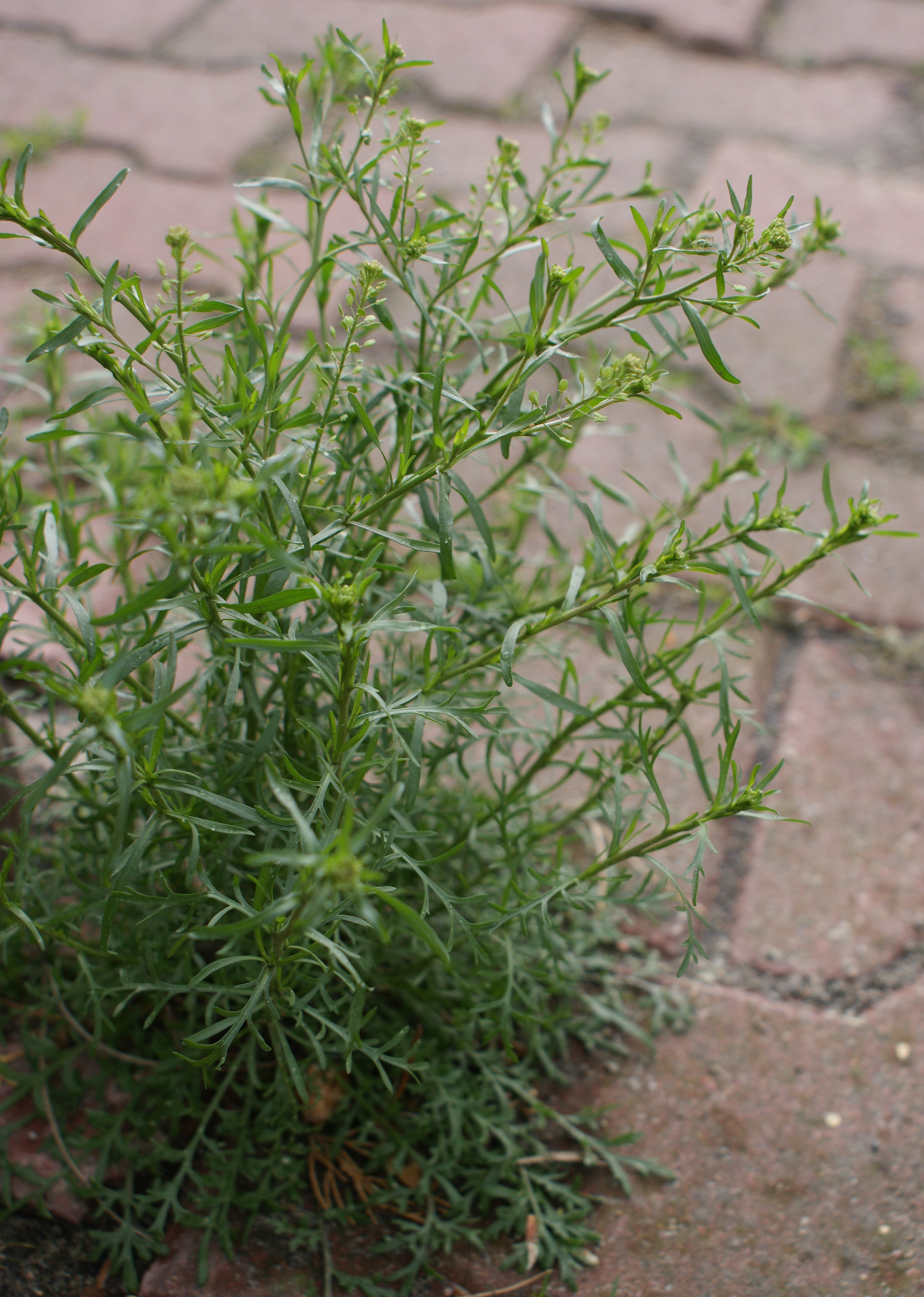
Steenkruidkers